# Dasineura ivashenkoae
Dasineura ivashenkoae är en tvåvingeart som beskrevs av Fedotova 1996. Dasineura ivashenkoae ingår i släktet Dasineura och familjen gallmyggor.
Artens utbredningsområde är Kazakstan. Inga underarter finns listade i Catalogue of Life.